# Elsene
Elsene (Frans: Ixelles) is een van de 19 tweetalige gemeenten die samen het Brussels Hoofdstedelijk Gewest vormen. De gemeente telt ruim 89.000 inwoners. Ze bevindt zich in het zuidoosten van Brussel en wordt in tweeën gedeeld door de zuidelijke uitbreiding van Brussel met de Louizalaan, die behoort tot de stad Brussel. Elsene is daardoor samen met Baarle-Hertog, Mesen en Sint-Gillis (hier slechts een klein aantal percelen) een van de vier Belgische gemeenten waarvan het grondgebied uit meerdere, niet-aaneengrenzende delen bestaat.
Op het grondgebied van de gemeente liggen de campussen Campus Etterbeek van de Vrije Universiteit Brussel (VUB), Campus de la Plaine en Campus Solbosch (deels) van de Université libre de Bruxelles (ULB) en de Campus Marie Haps van de Université Saint-Louis - Bruxelles.

## Geschiedenis
Elsene ontstond aan de plaats waar de weg naar Boondaal de Maalbeek kruiste. Het gehucht Neder-Elsene ontstond rond de 13e eeuw nabij de Vijvers van Elsene en de abdijmolen van Ter Kameren, in de buurt van het huidige Flageyplein. In de 15e eeuw werd er een eerste kerkje opgericht. In de 16e eeuw werd het dorpje vernield bij godsdienstoorlogen. In de 17e eeuw kende het een bloeiperiode door de biernijverheid. Omstreeks 1800 was Elsene nog een landelijk dorp; buiten de dorpskom lagen nog de gehuchten Boondaal en Ten Bos. Tegen de stad Brussel, boven de Maalbeek, ontstond buiten de Naamsepoort een Brusselse buitenwijk, Opper-Elsene. Op het eind van het ancien régime werden in 1795 onder Frans bewind de gemeenten gecreëerd en Neder-Elsene, Opper-Elsene, Boondaal, Tenbos en Solbos werden ondergebracht in de gemeente Elsene. Na de afbraak van de poort op het eind van de 18e eeuw groeide Opper-Elsene uit en van hieruit nam de verstedelijking een aanvang vanaf 1830.

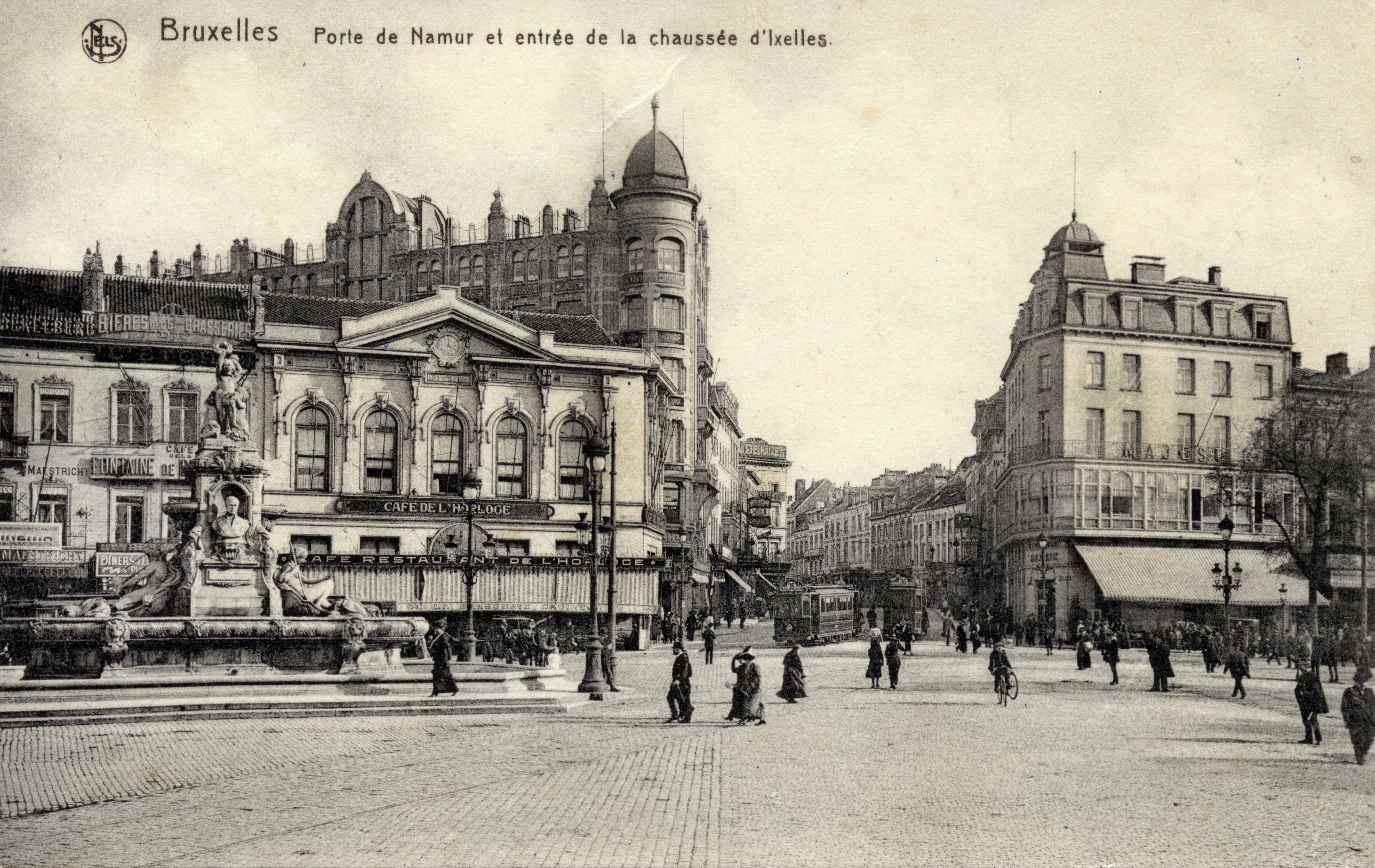
De Naamsepoort rond 1900

In deze periode werd het huidige gemeentehuis opgericht als buitenverblijf voor de befaamde zangeres Maria Malibran. De verstedelijking werd aangezwengeld door de aanleg van de Leopoldswijk (vanaf 1840) en bereikte omstreeks 1850 de omgeving van het gemeentehuis, dat in 1849 werd ondergebracht in het buitenverblijf van La Malibran. Tegen 1870, nadat de Louizalaan was aangelegd, was ook Neder-Elsene verstedelijkt. De Maalbeek verdween daarbij grotendeels in een ondergrondse waterleiding. In 1880 werd op het grondgebied van de gemeente een station opgericht. Ondanks dat het station dichter bij het centrum van Elsene dan bij dat van Etterbeek lag, werd het station naar Etterbeek genoemd omdat Etterbeek in het verleden een hogere status had gehad dan het gehucht Elsene. In 1890 had de verstedelijking zich ook doorgezet in het gehucht Ten Bos. Omstreeks 1930 bereikte de bouwwoede het gehucht Boondaal, nadat op het terrein waar de wereldtentoonstelling van 1910 had plaatsgevonden de Natiënlaan (tegenwoordig Franklin Rooseveltlaan) was aangelegd en de wijk Solbos haar landelijke karakter had verloren ten gevolge van de verhuis van de ULB naar deze wijk, waar vanaf 1924 met financiële steun uit de Verenigde Staten een nieuwe universitaire campus uit de grond werd gestampt.
Terwijl Neder-Elsene in die tijd overwegend Nederlandstalig bleef, ging de verstedelijking van Opper-Elsene gepaard met een ingrijpende verfransingsgolf. Structureel ging Elsene feitelijk deel uitmaken van de Brusselse stadsagglomeratie, hetgeen de verfransing in de hand werkte. Omstreeks 2000 was het aandeel van de Nederlandstalige bevolking in de gemeente gereduceerd tot naar schatting zeven à acht procent.
Tegen het einde van het interbellum was het Elsense grondgebied praktisch volgebouwd. Tussen de stad Brussel en de gemeenten Sint-Gillis en Etterbeek overweegt het 19e-eeuws gebouwenpatrimonium. In de wijken die tussen de meer zuidoostelijke gemeentes zitten geprangd, overweegt de architectuur uit het interbellum en van na de Tweede Wereldoorlog.
In het tweede deel van de 19e eeuw werd begonnen met de aanleg van tramwegen in de Brusselse agglomeratie met in het begin ontspoorbare paardentrams. Daar elke gemeente haar toestemming moest verlenen vroegen de eerste trammaatschappijen maar in een beperkt aantal gemeentes vergunningen aan voor de aanleg van tramlijnen. Zo zijn er bijna "gemeentelijke" trambedrijven ontstaan. In 1874 reed de Société du Tramway des Faubourgs d'Ixelles - Etterbeek twee tramlijnen vanaf de Naamsepoort. Deze concessies werden later overgenomen, na herbouw, door de Chemin de Fer à Voie Etroite de Bruxelles à Ixelles-Boondael (BIB) opgericht in 1884 om een metersporige tramlijn tussen de Naamsepoort en Boondaal te bouwen binnen de gemeentegrenzen van Elsene. Het metersporig tramnet van vijf tramlijnen van de BIB werd in 1899 overgenomen door Les Tramways Bruxellois en omgespoord naar normaalspoor. De tramlijnen verbonden de gemeentes Elsene en Etterbeek met de stad Brussel en maakten de groei van de voorstadswijken mogelijk.
Van de oorspronkelijke 938 hectare verloor de gemeente er 304 ten gevolge van een tiental grenswijzigingen, die plaatsvonden tussen 1851 en 1913. Alleen al in 1864 slokte de stad Brussel de sinds 1863-64 aangelegde Louizalaan en haar omgeving op, alsook een groot deel van het Ter Kamerenbos: in het geheel zo'n 234 hectare. Door deze zuidelijke uitbreiding van het grondgebied van Brussel werd de gemeente in twee gesneden, waardoor Tenbos en Berkendaal in een westelijke exclave kwamen te liggen.
In de Abdij Ter Kameren is sinds 1874 het Militair (nu Nationaal) Geografisch Instituut ondergebracht. Vanaf 1926 kreeg deze instelling in de voormalige kloostergebouwen onder impuls van Henry Van de Velde het gezelschap van het Hoger Instituut voor Sierkunsten (het Institut supérieur des Arts décoratifs). dat later werd omgedoopt tot École nationale supérieure des arts visuels (de nationale hogeschool voor visuele kunsten).
De Kroonlaan werd in de vroege jaren 1880 verrijkt met het in Vlaamse neorenaissancestijl gebouwde Militair Hospitaal, dat ondertussen grotendeels plaats heeft geruimd voor woningbouw en kantoorruimte. Enkel twee hoekgebouwen zijn bewaard gebleven. De gedemonteerde, steen per steen genummerde voorgevel van de middenvleugel van het gebouw aan de Kroonlaan is tegen de beloftes van de projectontwikkelaar in, nooit opnieuw opgebouwd.
In Elsene werd het gebouw voor het Nationaal Instituut voor de Radio-omroep (N.I.R./I.N.R.) ingeplant in 1934-39, als onderdeel van een grootscheeps project dat het uitzicht van het aanvankelijk kleinschalig bebouwde Flageyplein in belangrijke mate heeft veranderd. Na een warrige periode en een aantal jaren leegstand ten gevolge van de verhuis naar de gemeente Schaarbeek van de inmiddels in Belgische Radio & Televisieomroep/Radio-Télévision belge omgedoopte omroep, kreeg het modernistisch ogende gebouw in pakketbootstijl van architect Joseph Diongre een nieuwe bestemming als cultuurhuis (Flagey vzw).
Het voormalige militaire oefenplein werd verdeeld onder de Franstalige en Nederlandstalige levensbeschouwelijk vrijzinnige universiteiten, de ULB met de Campus de la Plaine en de VUB met de Campus Etterbeek.

## Bezienswaardigheden

### Musea
- Museum voor Schone Kunsten: stemmig museum met voornamelijk een verzameling beeldende kunst in een gebouwencomplex waarvan de kern een gebouw van omstreeks 1850 is dat een vroeger leven had als slachthuis voor het in 1892 werd omgebouwd om een museale functie te vervullen, (schilderijen, standbeelden en tekeningen van onder meer Dürer, Troost, Morisot, Rodin, Claus, Van Rysselberghe, Khnopff, Frédéric, Delville, Wouters, Picasso, De Smet, Permeke, Ernst, Miró, Magritte, Delvaux, Poliakoff en aanplakbiljetten van onder meer Toulouse-Lautrec).
- Constantin Meuniermuseum: huis en atelier (1899-1900) van de schilder-beeldhouwer waar Constantin Meunier in 1905 overleed.[2]
- Wiertzmuseum: museum gewijd aan de schilder en beeldhouwer Antoine Wiertz, ingericht in het atelier en woonhuis van de kunstenaar en de woning van de conservator (de eerste conservator die het huis bewoonde was Hendrik Conscience).
- Camille Lemonniermuseum: museum op de Waversesteenweg gewijd aan Camille Lemonnier, een Franstalige literator uit de kring van La Jeune Belgique, waar onder meer de werkkamer van de schrijver is wederopgebouwd, tezelfdertijd is het 19e-eeuwse huis als Maison des Écrivains (huis der schrijvers) het hoofdkwartier van een schrijversvereniging; het museum heeft een mooie kunstverzameling, deels hebbende toebehoord aan Lemonnier zelf (met werk van Rodin Claus, Ensor, Rodolphe en Juliette Wytsman, ...).[2]
- Archieven en Museum van Moderne Architectuur: een museum met documentatiecentrum over Belgische architectuur.
- Centrum voor Onderzoek en Technologische Studies van de Plastische Kunsten: een museum op het terrein van de Université libre de Bruxelles dat ingaat op de technieken achter de kunstwerken.
- Museum voor Dierkunde Auguste Lameere: een museum op het terrein van de Université libre de Bruxelles dat gewijd is aan het dierenrijk en genoemd is naar Auguste Lameere
- Internationaal Marionettenmuseum Peruchet: een museum met marionetten van het Koninklijk Peruchettheater dat er sinds 1929 is gevestigd.
- Museum-Bibliotheek Michel de Ghelderode: een museum en bibliotheek dat zich richt op Belgische, volks- en avant-gardistische literatuur en journalistiek uit de 19e en 20e eeuw
- Museum van Geneeskrachtige Planten en Farmacie, academisch museum
- Allende-zaal, museum voor hedendaagse kunst op de Solbosch-campus van de Université libre de Bruxelles
- Mineralogiemuseum, museum voor mineralogie en geologie van de Université libre de Bruxelles

### Kloosters, kerken en kapellen

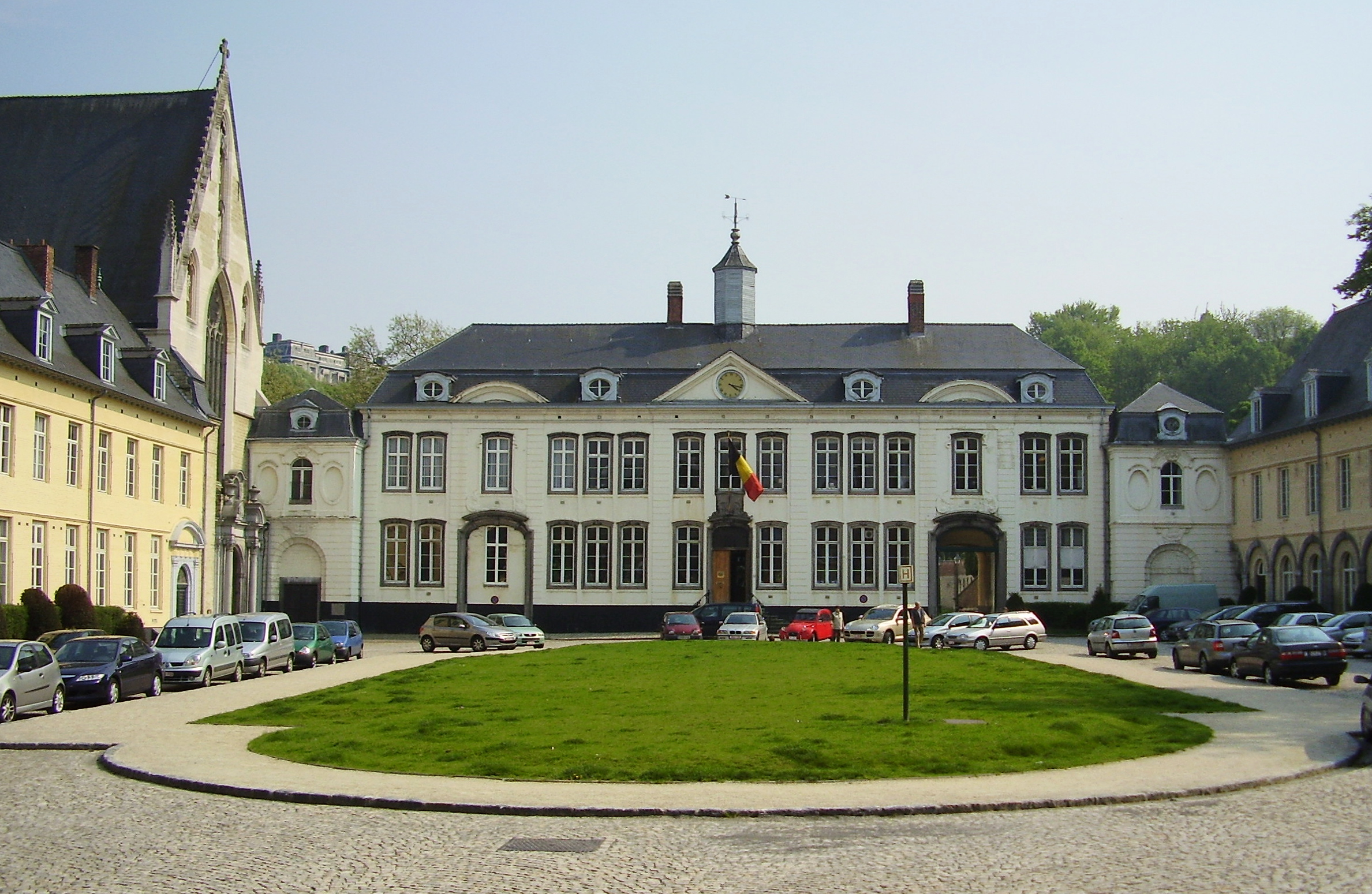
Ter Kamerenabdij

- Cisterciënserinnenabdij Ter Kameren: werd gesticht in 1201 en opgeheven in 1796. Het gebouwencomplex bestaat voornamelijk uit 18e-eeuwse gebouwen, op de kerk (grotendeels 14e eeuw) en overblijfselen van het kloosterpand (omstreeks 1250) na. In een deel van de gebouwen werd het (Frans)talige Nationaal Hoger Instituut voor Visuele Kunsten (École nationale supérieure des arts visuels) gehuisvest.
- Heilige Drievuldigheidskerk: de voorgevel van deze kerk uit 1895 is afkomstig van de voormalige barokke Augustijnerkerk (1620-41) (van architect Jacob Frankaert) op het de Brouckèreplein, die na een tijdlang onder meer als Postgebouw te hebben gediend plaats had geruimd voor de Anspachfontein.[3]
- Sint-Bonifatiuskerk: in wat nu het Brussels Hoofdstedelijk Gewest is, is deze kerk de eerste die volledig in neogotische stijl werd ontworpen, de bouw begon vanaf 1847 onder leiding van architect Joseph Dumont. De leiding over de bouwplaats werd overgenomen door architect De Corte en de kerk werd uiteindelijk in 1893 voltooid wanneer de aanvankelijk in zandsteen gebouwde torenspits vervangen werd door een met leisteen bezette klokkentoren.[4]
- Heilig Kruiskerk: dateert van 1860-63 maar werd in 1951 uitwendig verbouwd door architect Paul Rome. Het interieur is nog grotendeels neogotisch.
- Sint-Adrianuskerk: de betonnen kerk uit 1939-41 in de Generaal Dossin de Saint Georgeslaan, van architect Van den Nieuwenborg en R. Maquestiaux van romaanse en gotische inspiratie, werd met sierbaksteen afgewerkt; de kerk bediende vooral het gehucht Boondaal, dat in het decennium voor en na de oorlog grondig was verstedelijkt, en verving daarbij de veel kleinere Sint-Adrianuskapel. De meest opmerkelijke kunstschatten zijn afkomstig uit die kapel:
  - een volledig bewaard gepolychromeerd Antwerps retabel (?) met het martelaarschap van Sint-Christoffel (circa 1520), met beschilderde luiken die op grond van de afgebeelde personen omstreeks 1603-04 dateerbaar zijn;
  - twee in een neogotische lijst samengebrachte fragmenten van een Brussels retabel (circa 1500) uit de kring van de houtsnijdersdynastie Borreman met taferelen uit de marteldood van Sint-Adrianus.[5]
- Kapel van Boondaal: de Sint-Adrianuskapel staat op de plek waar al in 1463 een kapelletje was gebouwd waarnaar de relikwieën van Sint-Adrianus werden overgebracht. De kapel werd toevertrouwd aan de geweermakers, die tot haar verrijking bijdroegen, vergroot in 1658 en opnieuw opgebouwd in 1842. Ze doet thans dient als een polyvalente zaal met culturele bestemming.[6]
- St. Andrew's Church of Scotland: de Schotse kerk.[7]
- Sint-Maria-Magdalenakerk: een Armeens-orthodox kerkgebouw
- Sint-Philippus Nerikerk

### Opmerkelijke burgerlijke gebouwen en bouwkundige gehelen

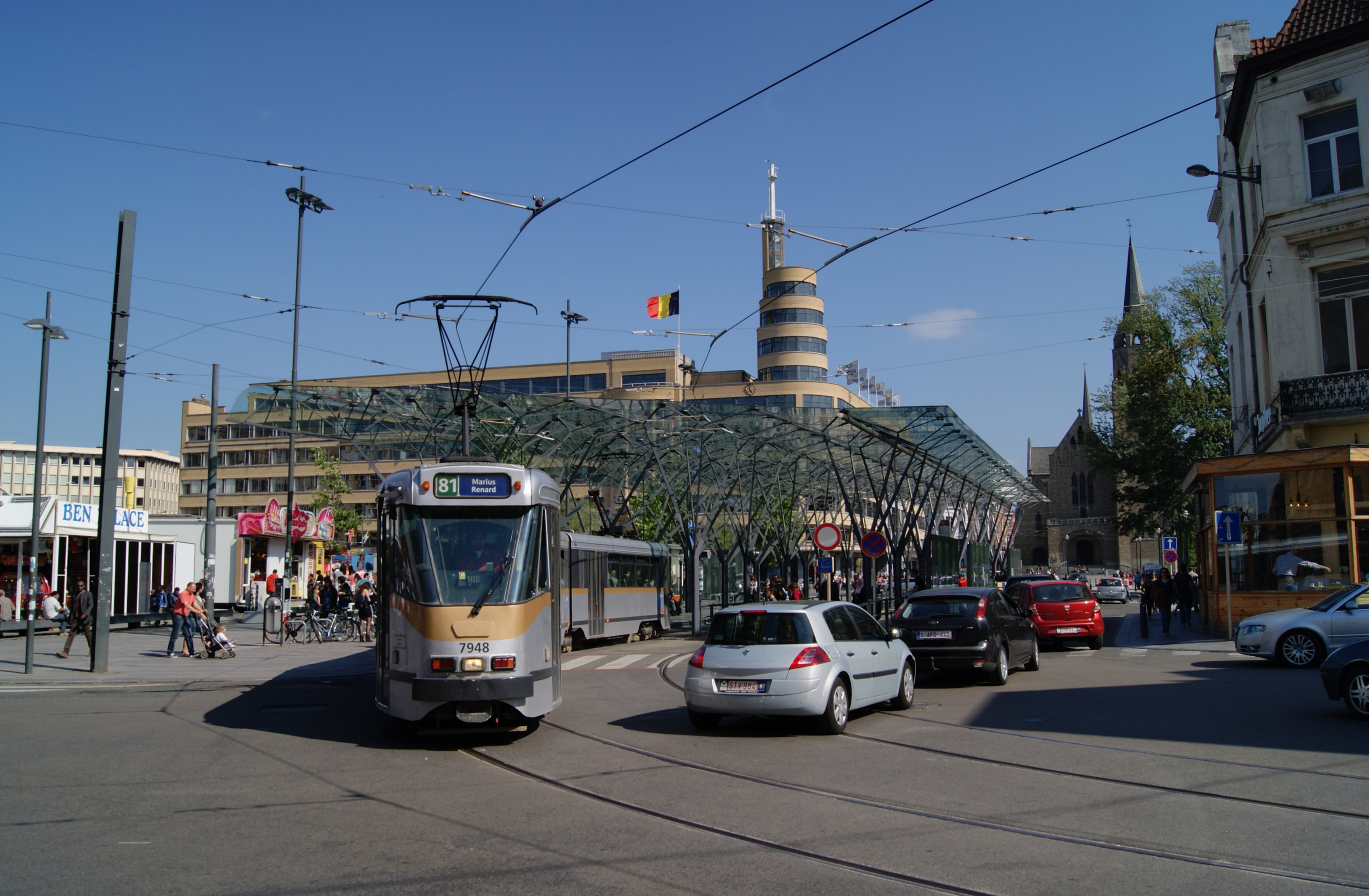
Het Flageyplein

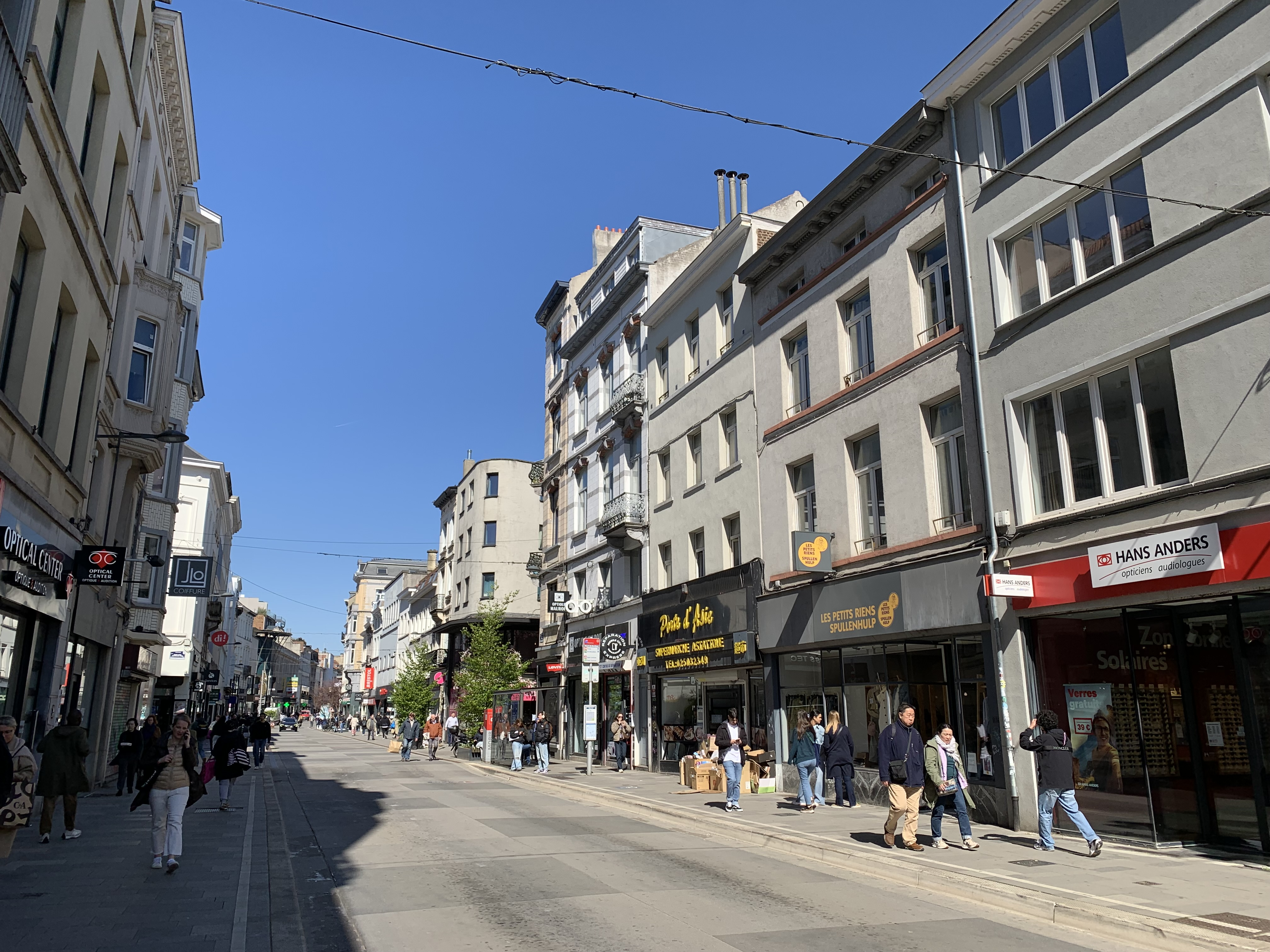
Elsensesteenweg

- Het zogenaamde Flageygebouw: het vroegere Nationaal Instituut voor de Radio-omroep/Institut National de Radiodiffusion (NIR-INR) op het Eugène Flageyplein, een modernistisch gebouw van architect Joseph Diongre, waarvan de bouw omstreeks 1935 is begonnen.[8]
- Vijvers van Elsene: met het monument uit 1894 door beeldhouwer Charles Samuel voor Charles De Coster, auteur van La légende et les aventures héroiques, joyeuses et glorieuses d’Uilenspiegel et de Lamme Goedzak au pays de Flandres et ailleurs met in de omgeving talrijke opmerkelijke gebouwen in eclectische, art-nouveau- en art-decostijl van architecten als Leon Delune, Aimable Delune, Ernest Blérot en Stanislas Jasinski.
- Verschillende gebouwen die onder de noemer art nouveau kunnen worden samengebracht, in verschillende Elsense wijken en van onder meer Victor Horta, Paul Hankar, Paul Hamesse, Octave van Rysselberghe en Fernand Symons.[9]
- Fernand Cocqplein: waar het gemeentehuis staat, een verbouwing van het Malibranpaviljoen, genoemd naar de zangeres María Felicia García Sitches en gebouwd in opdracht van haar tweede man, de vermaarde violist en componist Charles de Bériot naar de plannen van architect Charles Vanderstraeten, vader van de latere burgemeester van Elsene.[10]
- wijk van het Klein-Zwitserlandplein: met het beeld Adolescentie van Jules Herbays.[11]
- Begraafplaats van Elsene: enkele mooie grafmonumenten en de graven van verschillende lokale en minder lokale beroemdheden (Wiertz, generaal Boulanger, Meunier, Solvay, Horta, Ysaÿe, Broodthaers, ...).[12] De Begraafplaats van Elsene bevindt zich in de nabijheid van de campussen van de ULB en de VUB waardoor deze wijk tot de meest levendige van de gemeente behoort.
- Kazernewijk met de Koninklijke Rijkswachtschool, Kazerne Luitenant-generaal Baron de Witte de Haelen en Kazerne Majoor Géruzet.

### Overige
- Au-delà de l'espoir, een standbeeld

### Culturele gemeente
Elsene is een gemeente met een rijke culturele traditie en kent veel culturele instellingen.
- Gemeenschapscentrum Elzenhof is het Nederlandstalig ontmoetingscentrum in de gemeente.

## Natuur en landschap
De hoogte van Elsene varieert van 65-105 meter. Elsene is zeer sterk verstedelijkt als onderdeel van de Brusselse agglomeratie. In Elsene ontspringt de Maalbeek vanaf de Abdij ter Kameren. Deze is grotendeels overkluisd maar een tweetal vijvers langs dit riviertje zijn nog aanwezig. Ten zuidwesten van Elsene ligt het Ter Kamerenbos.

## Demografische ontwikkeling
- Bronnen:NIS, Opm:1806 tot en met 1981=volkstellingen; 1990 en later= inwonertal op 1 januari

| Inwoners van jaar tot jaar op 1 januari 1992 tot heden | Inwoners van jaar tot jaar op 1 januari 1992 tot heden | Inwoners van jaar tot jaar op 1 januari 1992 tot heden |
| jaar                                                   | Aantal                                                 | Evolutie: 1992=index 100                               |
| ------------------------------------------------------ | ------------------------------------------------------ | ------------------------------------------------------ |
| 1992                                                   | 72.447                                                 | 100,0                                                  |
| 1993                                                   | 72.678                                                 | 100,3                                                  |
| 1994                                                   | 72.155                                                 | 99,6                                                   |
| 1995                                                   | 72.309                                                 | 99,8                                                   |
| 1996                                                   | 72.358                                                 | 99,9                                                   |
| 1997                                                   | 71.926                                                 | 99,3                                                   |
| 1998                                                   | 72.496                                                 | 100,1                                                  |
| 1999                                                   | 72.524                                                 | 100,1                                                  |
| 2000                                                   | 73.174                                                 | 101,0                                                  |
| 2001                                                   | 72.898                                                 | 100,6                                                  |
| 2002                                                   | 74.377                                                 | 102,7                                                  |
| 2003                                                   | 75.841                                                 | 104,7                                                  |
| 2004                                                   | 76.092                                                 | 105,0                                                  |
| 2005                                                   | 77.729                                                 | 107,3                                                  |
| 2006                                                   | 77.511                                                 | 107,0                                                  |
| 2007                                                   | 78.088                                                 | 107,8                                                  |
| 2008                                                   | 79.526                                                 | 109,8                                                  |
| 2009                                                   | 80.312                                                 | 110,9                                                  |
| 2010                                                   | 80.183                                                 | 110,7                                                  |
| 2011                                                   | 82.202                                                 | 113,5                                                  |
| 2012                                                   | 83.425                                                 | 115,2                                                  |
| 2013                                                   | 84.216                                                 | 116,2                                                  |
| 2014                                                   | 83.332                                                 | 115,0                                                  |
| 2015                                                   | 84.754                                                 | 117,0                                                  |
| 2016                                                   | 85.541                                                 | 118,1                                                  |
| 2017                                                   | 86.244                                                 | 119,0                                                  |
| 2018                                                   | 86.513                                                 | 119,4                                                  |
| 2019                                                   | 86.876                                                 | 119,9                                                  |
| 2020                                                   | 87.632                                                 | 121,0                                                  |
| 2021                                                   | 87.488                                                 | 120,8                                                  |
| 2022                                                   | 87.052                                                 | 120,2                                                  |
| 2023                                                   | 88.521                                                 | 122,2                                                  |
| 2024                                                   | 89.278                                                 | 123,2                                                  |
| 2025                                                   | 89.897                                                 | 124,1                                                  |

## Aangrenzende gemeenten
| Aangrenzende gemeenten | Aangrenzende gemeenten | Aangrenzende gemeenten | Aangrenzende gemeenten | Aangrenzende gemeenten |
| ---------------------- | ---------------------- | ---------------------- | ---------------------- | ---------------------- |
| Sint-Gillis            |                        | Brussel                |                        | Etterbeek              |
|                        |                        |                        |                        |                        |
| Vorst                  | Oudergem               |                        |                        |                        |
|                        |                        |                        |                        |                        |
| Ukkel                  |                        | Brussel                |                        | Watermaal-Bosvoorde    |

Elsene is een van de 6 Brusselse gemeenten die niet grenzen aan een Vlaamse gemeente. De gemeente werd door de aanhechting van grondgebied door een andere gemeente - met name door de stad Brussel in 1864 bij de aanleg van de Louizalaan in twee helften gedeeld.

## Wijken

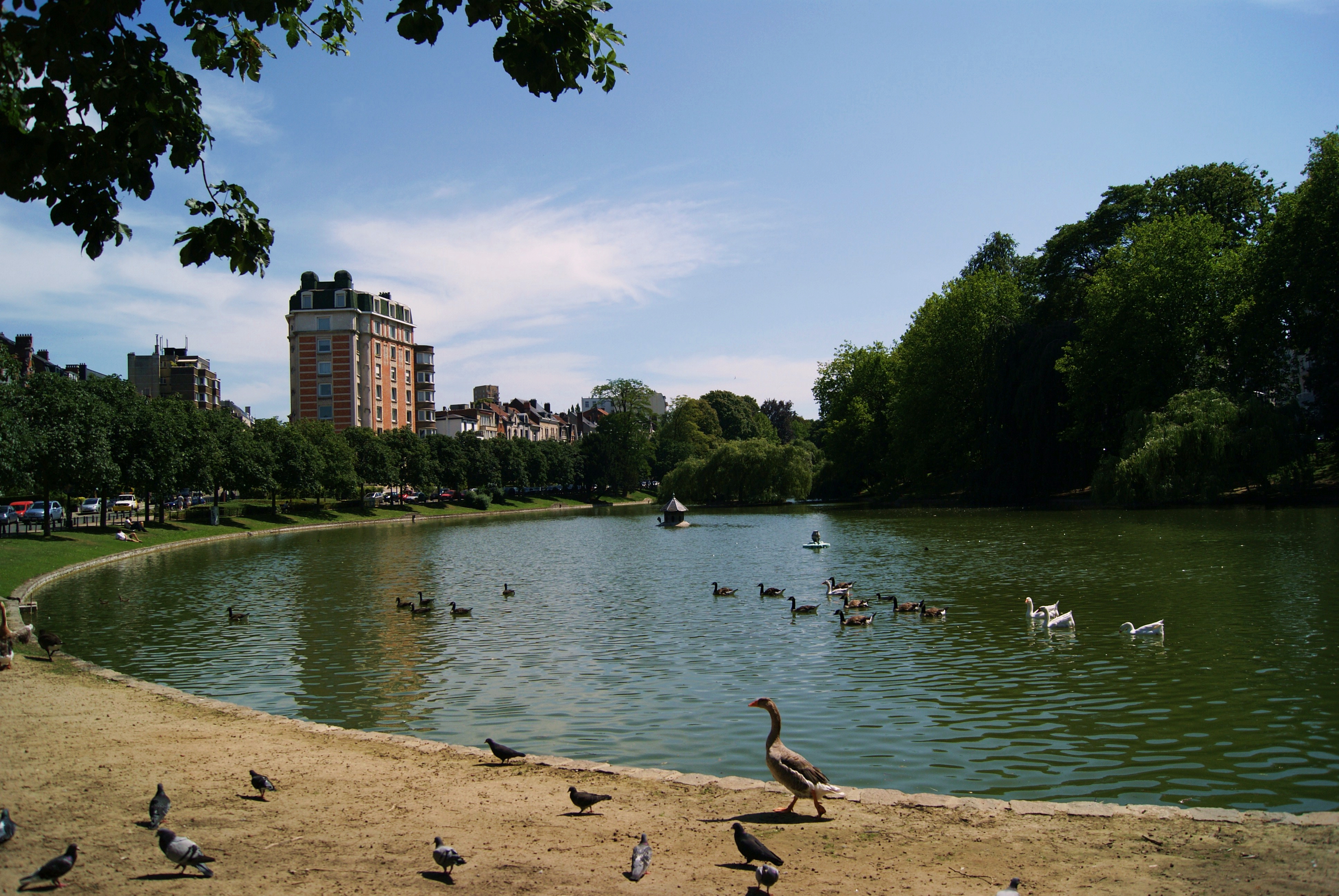
Vijvers van Elsene

De Elsense wijken zijn erg divers. Tot de meest opmerkelijke behoren de volgende:
- Naamsepoort en Gulden Vlieslaan: de grote reclamepanelen en de luxueuze handelszaken wijzen er op zich al op dat deze buurt een van de drukste handels- en uitgaanswijken is van het Brussels Hoofdstedelijk Gewest;
- Matonge: geliefd winkel- en uitgaanscentrum voor zwarte Afrikaanse immigranten uit onder meer de Democratische Republiek Congo, de voormalige Belgische kolonie. De naam verwijst trouwens naar een volkswijk in de gemeente Kalamu, (Kinshasa); de Elsense wijk is echter niet unicultureel aangezien er onder meer via de winkeltjes ook een aanwijsbare aanwezigheid is van Aziatische gemeenschappen zoals de Indische en Pakistaanse;
- Sint-Bonifatiuskerk en omgeving: de uitgaanswijk rondom de kerk trekt vooral jongelui, studenten, jonge stedelingen en mensen uit artistieke kringen aan;
- Flageyplein en vijvers van Elsene: omstreeks 1900 en in het Interbellum een betere wijk; het voormalige Nationaal Instituut voor de Radio-omroep werd omgebouwd tot een trendy cultureel centrum dat voor een groot stuk door de Vlaamse Gemeenschap wordt gefinancierd; op het Eugène Flageyplein bevindt zich ook de Franstalige architectuurschool La Cambre. De wijk kent onder zijn verscheiden allochtone bevolking ook een vanwege het Pessoa-monument en de bars in het oog springende Portugese gemeenschap;
- Fernand Cocqplein: het plein waar het gemeentehuis staat en zijn omgeving, tendeert ertoe in aansluiting op de Sint-Bonifatiuswijk uit te groeien tot een jeugdige, trendy wijk;
- Kasteleinsplein en Baljuwstraat: de ambachtelijke winkeltjes, kruideniers- en reformzaken, boekhandels en modieuze restaurants van de wijk rond dit plein en deze straat worden vooral gefrequenteerd door een Frans publiek;
- Quartier Latin: de wijk kent een druk studentenleven dat zijn uitdrukking vindt in tal van photocopy shops, bars en restaurants. Zij dankt haar naam vooral aan de nabijheid van de ULB; de naam wijst daarbij niet enkel op het Latijn als oude universiteitstaal maar evenzeer op raciaal onderscheidende en taalkundige verzuchtingen.

## Politiek

### Resultaten gemeenteraadsverkiezingen sinds 1976
| Partij of kartel     | Partij of kartel                                              | 10-10-1976 | 10-10-1976 | 10-10-1982 | 10-10-1982 | 9-10-1988 | 9-10-1988 | 9-10-1994 | 9-10-1994 | 8-10-2000 | 8-10-2000 | 8-10-2006 | 8-10-2006 | 14-10-2012 | 14-10-2012 | 14-10-2018 | 14-10-2018 | 13-10-2024 | 13-10-2024 |
| Stemmen / Zetels     | Stemmen / Zetels                                              | %          | 43         | %          | 41         | %         | 41        | %         | 41        | %         | 41        | %         | 41        | %          | 43         | %          | 43         | %          | 43         |
| -------------------- | ------------------------------------------------------------- | ---------- | ---------- | ---------- | ---------- | --------- | --------- | --------- | --------- | --------- | --------- | --------- | --------- | ---------- | ---------- | ---------- | ---------- | ---------- | ---------- |
|                      | PTB-PVA1/ PTB-PVDA2/ PTB*PVDA+3/ PTB*PVDA4                    | 0,541      | 0          | 0,221      | 0          | 0,361     | 0         | 0,61      | 0         | 0,622     | 0         | -         |           | 1,823      | 0          | 6,264      | 2          | 10,894     | 4          |
|                      | ECOLO1/ Ecolo-Groen2 / Bourgmestre EcoloGroen3                | -          |            | 7,451      | 3          | 9,321     | 3         | 12,931    | 5         | 29,191    | 13        | 23,081    | 10        | 23,522     | 11         | 33,052     | 16         | 28,453     | 13         |
|                      | PSC1/ API-PSC2/ cdH3/ Objectif XL4 / Les Engagés-Objectif XL5 | 9,741      | 4          | 8,431      | 3          | 6,271     | 2         | 7,611     | 3         | 6,912     | 2         | 11,33     | 4         | 9,413      | 4          | 5,554      | 2          | 10,015     | 4          |
|                      | PS1/ LB2/ PS-sp.a3                                            | 9,651      | 4          | 9,291      | 4          | 15,341    | 6         | 15,181    | 6         | 15,671    | 7         | 21,362    | 9         | 16,612     | 8          | 18,913     | 9          | 19,622     | 9          |
|                      | ElseneA/ SP1                                                  | 5,04A      | 1          | 0,981      | 0          | -         |           | -         |           | -         |           | 21,362    | 9         | 16,612     | 8          | 18,913     | 9          | 19,622     | 9          |
|                      | ElseneA/ VLD-VU-OB/ N-VA1                                     | 5,04A      | 1          | 3,07A      | 0          | 3,92A     | 0         | 2,36A     | 0         | 2,05B     | 0         | -         |           | 2,351      | 0          | 2,931      | 0          | -          |            |
|                      | ElseneA/ VLD1/ VLD-VU-OB/ VLD-Vivant2/ MR & VLD Avec VousD    | 5,04A      | 1          | -          |            | -         |           | 0,951     | 0         | 2,05B     | 0         | 2,152     | 0         | -          |            | -          |            | 27,74D     | 13         |
|                      | LB1/ MR2/ MR & VLD Avec VousD                                 | 41,441     | 20         | 39,981     | 20         | 45,391    | 22        | 49,11     | 24        | 40,241    | 19        | 37,82     | 18        | 29,092     | 15         | 25,551     | 12         | 27,74D     | 13         |
|                      | FDF1/ Liste Declippele-FDF2/ DéFI3                            | 29,491     | 14         | 24,041     | 11         | 17,871    | 8         | -         |           | -         |           | -         |           | 12,212     | 5          | 7,163      | 2          | 3,303      | 0          |
|                      | FN                                                            | -          |            | -          |            | -         |           | 7,98      | 3         | 1,78      | 0         | -         |           | -          |            | -          |            | -          |            |
| Anderen(*)           | Anderen(*)                                                    | 4,1        | 0          | 6,53       | 0          | 1,53      | 0         | 3,28      | 0         | 3,54      | 0         | 4,3       | 0         | 4,98       | 0          | 0,58       | 0          | -          |            |
| Totaal stemmen       | Totaal stemmen                                                | 46.902     | 46.902     | 40.462     | 40.462     | 36.346    | 36.346    | 31.887    | 31.887    | 31.467    | 31.467    | 34.556    | 34.556    | 30.466     | 30.466     | 34.446     | 34.446     | 33.816     | 33.816     |
| Opkomst %            | Opkomst %                                                     |            |            |            |            | 82,39     | 82,39     | 82,04     | 82,04     | 78,57     | 78,57     | 85,31     | 85,31     | 80,11      | 80,11      | 82,36      | 82,36      | 79,44      | 79,44      |
| Blanco en ongeldig % | Blanco en ongeldig %                                          | 4,13       | 4,13       | 4,61       | 4,61       | 4,82      | 4,82      | 4,35      | 4,35      | 4,37      | 4,37      | 5,37      | 5,37      | 5,08       | 5,08       | 4,98       | 4,98       | 4,43       | 4,43       |

De rode cijfers naast de gegevens duiden aan onder welke naam de partijen telkens bij een verkiezing opkwamen.

De zetels van de gevormde coalitie staan vetjes weergegeven.

(*) 1976: PCB-KPB (3,7%), REXN (0,33%), ULF (0,07%) / 1982: UDRT-RAD (3,63%), PC-KP (2,55%), URD (0,35%) / 1988: EVA (1,53%) / 1994: Vlaams Blok (1,09%), PH-HP (0,26%), PLI (0,49%), PLN-NWP (0,07%), PLUS (1,37%) / 2000: Vlaams Blok (1,61%), A.V.E. (0,17%), FNB (0,88%), LAG.P. (0,71%), PH (0,17%) / 2006: XL Citoyen (3,62%), MAS-LSP (0,42%), PH-HP (0,26%) / 2012: Pirates-Piraten (2,73%), Gauches Communes (1,36%), Égalité (0,89%) / 2018: Volt België-Belgique.

### Representativiteit
Voor Elsene, net zoals voor de andere gemeenten van het Brussels Hoofdstedelijk Gewest, geldt dat het aantal kiezers in verhouding tot het aantal inwoners erg laag ligt, zowel absoluut als in vergelijking met de rest van het land. Dit is het gevolg van het hoge aandeel niet Belgische inwoners (ook al kunnen deze onder bepaalde voorwaarden over gemeentelijk stemrecht beschikken). Daarnaast ligt ook het aantal kiezers dat niet komt opdagen, ondanks de stemplicht, erg hoog zodat het totaal aantal uitgebrachte stemmen, inclusief ongeldige en blanco, in de 19 gemeenten van het gewest slechts 44,66% van het aantal inwoners bedraagt. Elsene scoort slechter met een verhouding van 38,48% uitgebrachte stemmen/inwoners.

#### Verhouding kiezers/inwoners en absenteïsme bij de gemeenteraadsverkiezingen van 14 oktober 2012
- Elsene: 48,01% (kiezers/inw.) - 19,89% (absenteïsme)
- Totaal Brussels Gewest : 53,89% (kiezers/inw.) - 17,14% (absenteïsme)

Ter vergelijking:
- Vlaamse provinciehoofdsteden: 69,30% (kiezers/inw.) - 12,12% (absenteïsme)
- Waalse provinciehoofdsteden: 69,04% (kiezers/inw.) - 17,31% (absenteïsme)

### Burgemeesters
| PERIODE    | BURGEMEESTER                  | PARTIJ OF STROMING |
| ---------- | ----------------------------- | ------------------ |
| 1830       | Henri Joseph Van Elewyck      |                    |
| 1830       | Charles Vander Heyden         |                    |
| 1830-1836  | Hippolyte Legrand             |                    |
| 1836-1846  | Guillaume Gilbert             |                    |
| 1846-1854  | Charles Vanderstraeten        |                    |
| 1854-1857  | Pierre Kerckx                 |                    |
| 1858-1861  | Charles Vanderstraeten        |                    |
| 1861-1870  | Albert Joseph Hap             |                    |
| 1870-1872  | Victor Greyson                |                    |
| 1872-1880  | Louis Macau                   |                    |
| 1880-1888  | Raymond Blyckaerts            | Liberale Partij    |
| 1888-1895  | Englebert Albert Leemans      |                    |
| 1895-1901  | Raymond Blyckaerts            | Liberale Partij    |
| 1901-1903  | Adolphe de Vergnies           |                    |
| 1904-1918  | Emile Duray                   |                    |
| 1918-1921  | Fernand Cocq                  | Liberale Partij    |
| 1921-1923  | Adolphe Buyl                  | Liberale Partij    |
| 1929-1935  | Armand Huysmans               | Liberale Partij    |
| 1935-1956  | Eugène Flagey                 | Liberale Partij    |
| 1956-1973  | Charles Janssens              | PLP                |
| 1973-1993  | Albert Demuyter               | PRL                |
| 1993-2000  | Yves de Jonghe d'Ardoye d'Erp | MR                 |
| 2001-2015  | Willy Decourty                | PS                 |
| 2016-2018  | Dominique Dufourny            | MR                 |
| 2018-2024  | Christos Doulkeridis          | Ecolo              |
| 2024-heden | Romain De Reusme              | PS                 |

### Bestuur 2024-2030
Het bestuur van Elsene bestond uit een coalitie van de liberale lijst MR-VLD avec vous, de socialistische lijst PS-Vooruit en de lijst Les Engagés-Objectif XL.
De volgende personen maakten deel uit van het bestuur:
| College van burgemeester en schepenen | College van burgemeester en schepenen |
| ------------------------------------- | --- |
| Burgemeester                          | Romain De Reusme (PS) |
| Schepenen                             | Gautier Calomne (MR) Geoffroy Kensier (Les Engagés) Nabil Messaoudi (PS) Nathalie Gilson (MR) Jacques de Jonghe d'Ardoye (MR) Nevruz Unal (PS) Julie de Groote (Les Engagés) Valérie Libert (Open Vld) Hassan Chegdani (PS) |

## Fotogalerij

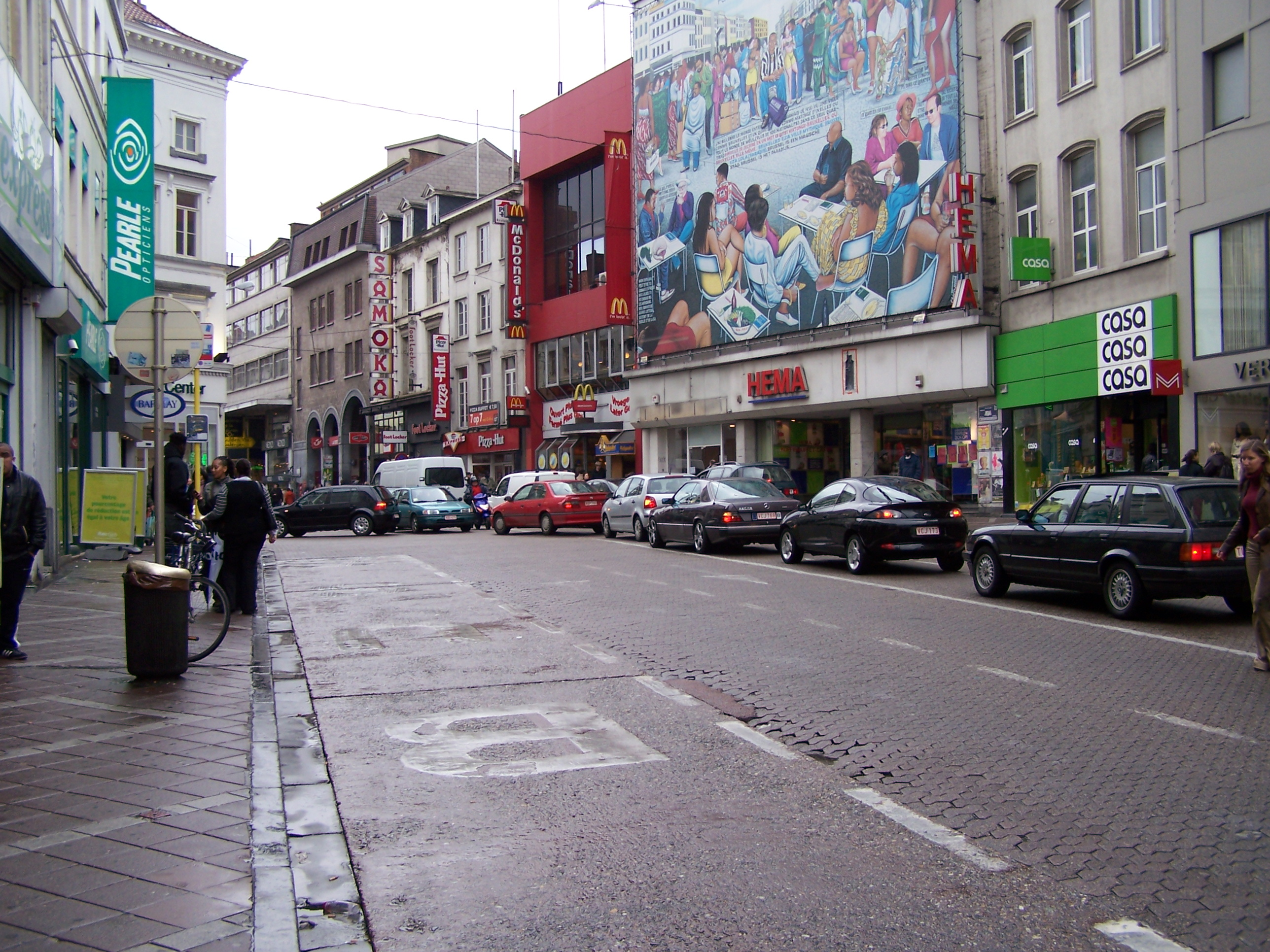
Winkelbuurt aan de Naamsepoort
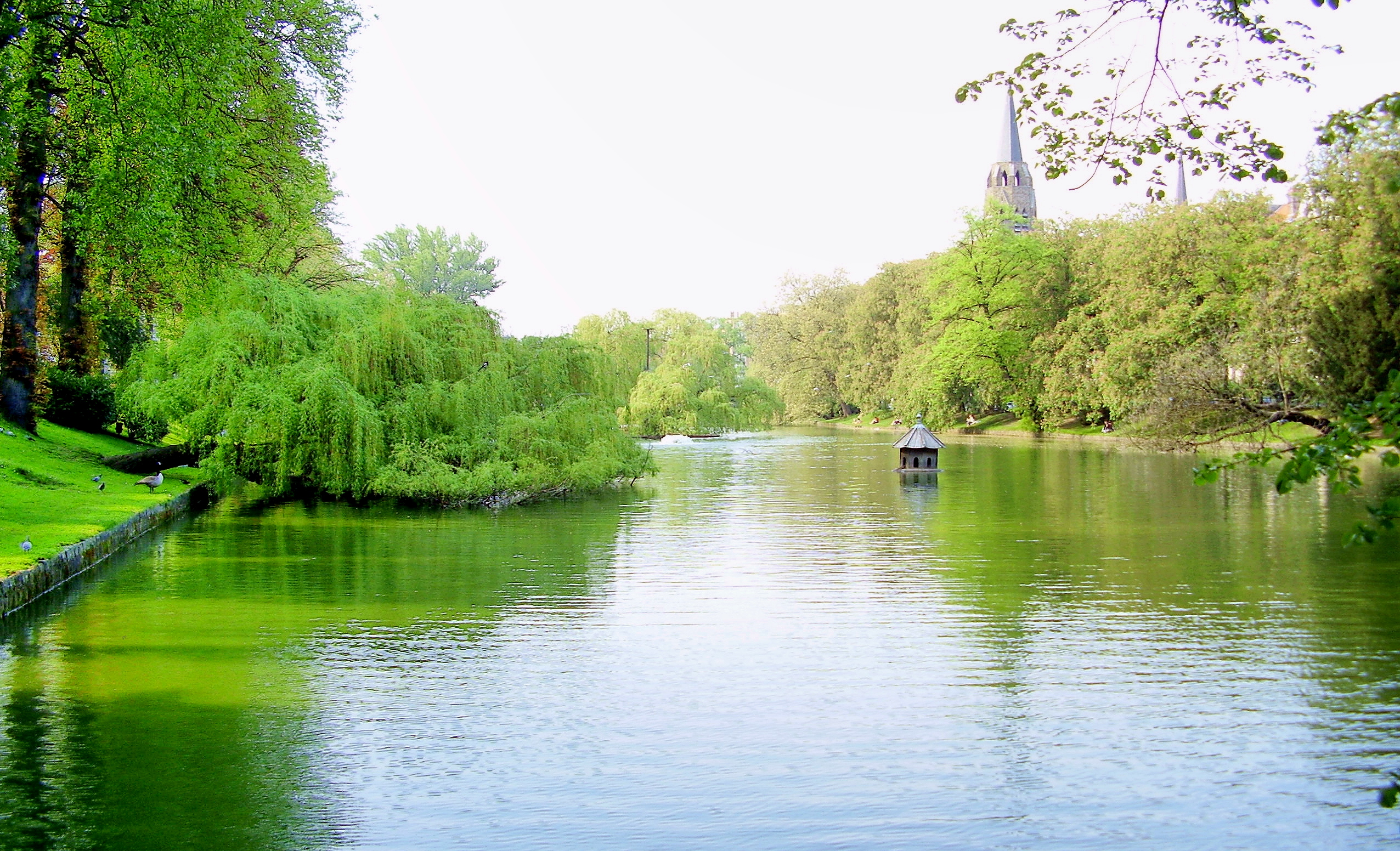
De vijvers van Elsene

## Nabijgelegen kernen
Sint-Gillis, Ukkel, Watermaal-Bosvoorde, Etterbeek, Brussel

## Stedenbanden
- Biarritz (Frankrijk) (1959)
- Kalamu (Kinshasa) (Congo-Kinshasa) (2003)
- Zababdeh (Palestina) (2003)
- Megiddo (Israël) (2012, opgeschort in 2024[17])

## Trivia
Elsene is de grootste gemeente van België zonder voetbalclub in de nationale reeksen.